# Náboženství v Česku
https://scitani.gov.cz/nabozenska-vira
Česká republika je zemí s nízkým množstvím lidí deklarujících příslušnost k nějaké církvi či náboženské společnosti a v rámci Evropy má po Estonsku 2. nejnižší podíl občanů hlásících se k nějaké náboženské organizaci. V období let 1991–2001 klesl počet deklarovaných věřících o více než 1,2 milionu osob na 3 288 088 (tj. 32,14 % obyvatel). K římskokatolické církvi se při sčítání lidu v roce 2001 přihlásilo 2 740 780 (tj. 26,8 %) obyvatel. V průběhu prvních dvaceti let 21. století katolíků výrazně ubylo. Při sčítání lidu v roce 2021 se k římskokatolické církvi přihlásilo 741 019 (7,04 %) obyvatel. Výrazně vyšší podíl deklarovaných věřících můžeme nalézt v okresech a krajích na Moravě, v Jihočeském kraji, území kraje Vysočina (více než z poloviny leží na Moravě) a bývalého Východočeského kraje. V žádném kraji ČR netvoří deklarovaní věřící nadpoloviční většinu obyvatel.

## Sčítání v roce 2011

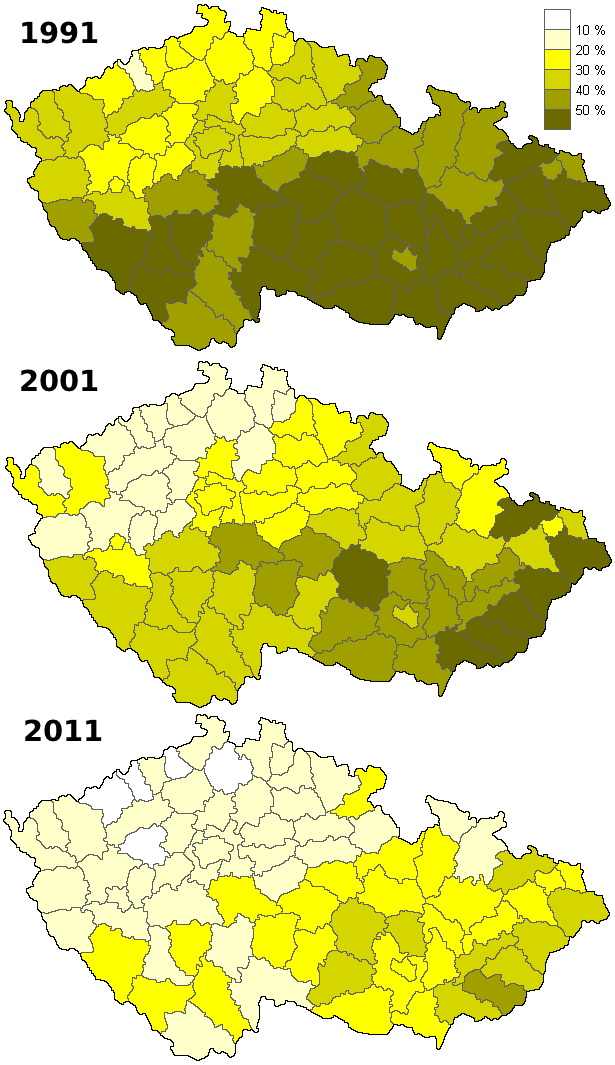
Podíl věřících obyvatel v okresech (rok 1991, 2001, 2011)

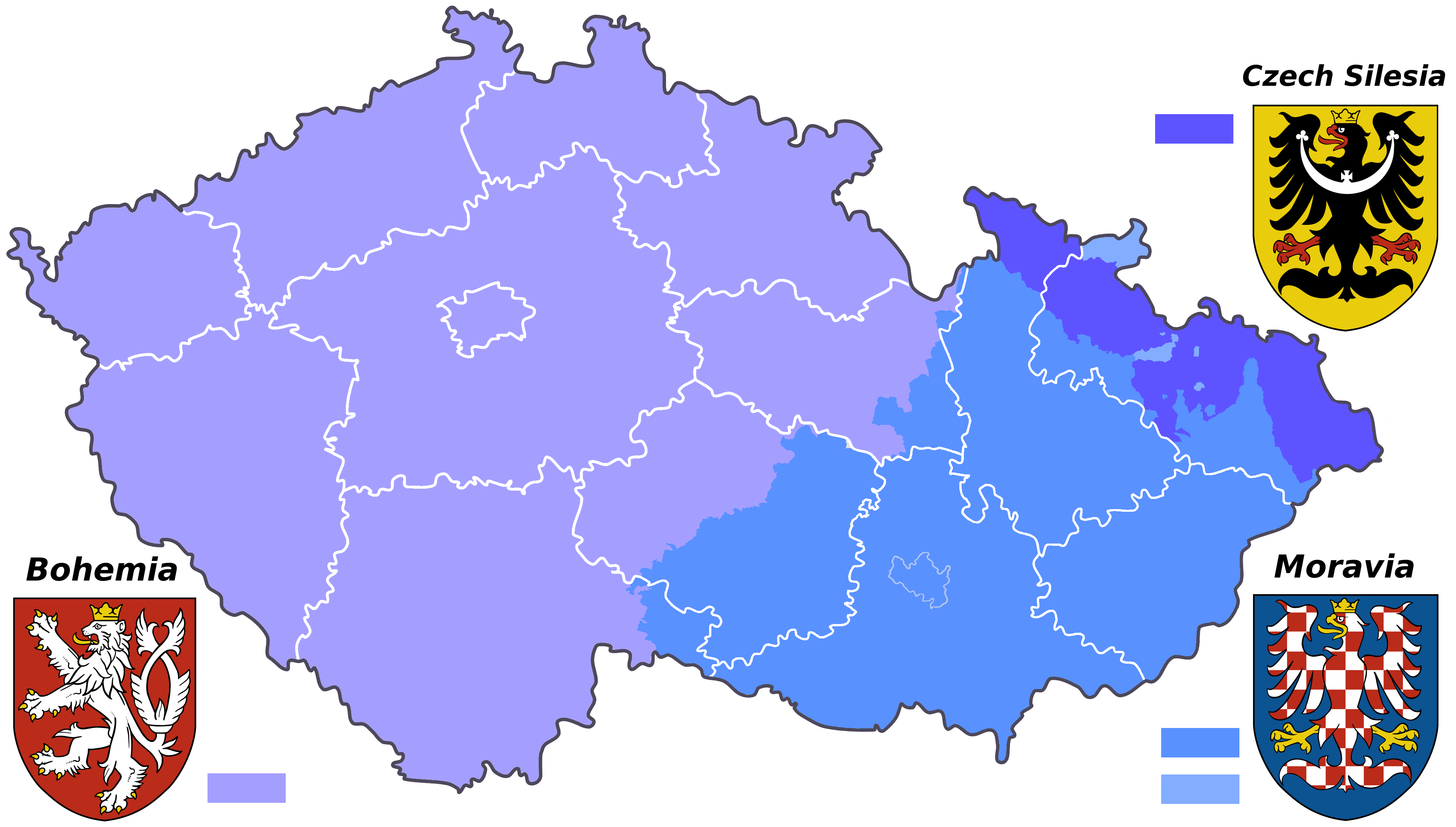
Krajské a zemské hranice: ze srovnání map vyplývá, že Morava je výrazně více nábožensky založená než Čechy (po roce 1920)

Při Sčítání lidu 2011 celkový počet věřících opět poklesl na celkem 2 175 087 (20,6 % obyvatel, 37,6 % odpovídajících). Naproti tomu 3 612 804 obyvatel České republiky uvedlo, že jsou „bez náboženské víry“ (34,2 % obyvatel země, 62,4 % odpovídajících), což je také pokles.
Počet obyvatel hlásících se k Římskokatolické církvi poklesl na 1 083 899 (+ 71 138 se přihlásilo obecně ke „katolické víře“) (10,9 % obyvatel). Druhou největší církví je Českobratrská církev evangelická, k níž se přihlásilo 51 936 občanů. Dále Církev československá husitská, 39 tisíc členů (0,37 %). Vyšší podíl věřících má ještě Pravoslavná církev, která má celkem 27 tisíc členů, příznivci jediismu s 15 tisíci, Svědkové Jehovovi s 13 tisíci, Církev bratrská a Křesťanská společenství, obě s 10 tisíci věřícími.
707 649 lidí se označilo za věřící bez příslušnosti k nějaké církvi. Počet obyvatel Česka hlásících se k judaismu je asi 1 500 obyvatel, k islámu se hlásí téměř 3 500 lidí. K různým odvětvím buddhismu se hlásí přes 6 100 osob. K ateismu se hlásí 1 075 osob, pohanství deklaruje 863 osob.
Ačkoliv většina náboženských skupin v Česku zaznamenala sestupnou tendenci, přesto se některým menším společenstvím v České republice, jako je Církev bratrská, Pravoslavná církev, Apoštolská církev, Křesťanská společenství, Řeckokatolická církev, Jediismus počty obyvatel hlásících se při sčítání lidu oproti roku 2001 zvýšily. 4 774 323 obyvatel (45,2 % populace) ovšem odmítlo na otázku o náboženské víře vůbec odpovědět. Novinkou sčítání lidu 2011 bylo mimo 707 tisíc obyvatel nehlásících se k církvi, ale hlásících se k víře, též pokles počtu obyvatel bez vyznání.
Struktura religiozity české společnosti i podíl věřících v jednotlivých církvích se výrazně nemění. Například zástupce římskokatolické církve v ČBK se zamýšlí, proč výsledky sčítání lidu neodpovídají jimi údajně pozorované realitě, která je přinejmenším stabilní, a uvádí úvahu: '„Oproti sčítání v roce 2001, kdy se nevyjádřilo jen 10 % respondentů, tentokrát se nevyjádřila polovina národa, a pokud by byla tato „neodpovídající“ polovina strukturovaná podobně, jako ona odpovídající, zjistili bychom, že k dramatickým změnám v religiozitě pravděpodobně nedošlo.“' (více o římskokatolické církvi též v článku Sčítání účastníků katolických bohoslužeb v Česku a Věřící v ŘKC).
Religionista Ivan Štampach v reakci na uveřejněné předběžné výsledky sčítání lidu 2011 uvádí „Počet věřících neubývá. Ubývá lidí, kteří se identifikují s velkými církevními institucemi svázanými s ekonomickou a politickou mocí. Individuální víra a malé, atypické a alternativní skupiny stále rostou. Pokles církevní příslušnosti mezi českou populací probíhá zhruba stejným tempem od začátku padesátých let minulého století bez ohledu na režimy. V posledním desetiletí odchod lidí od církví mírně akceleroval. Jde podle mého přesvědčení o zásadní civilizační změnu. Nikoli o nahodilou fluktuaci.“

## Sčítání v roce 2021

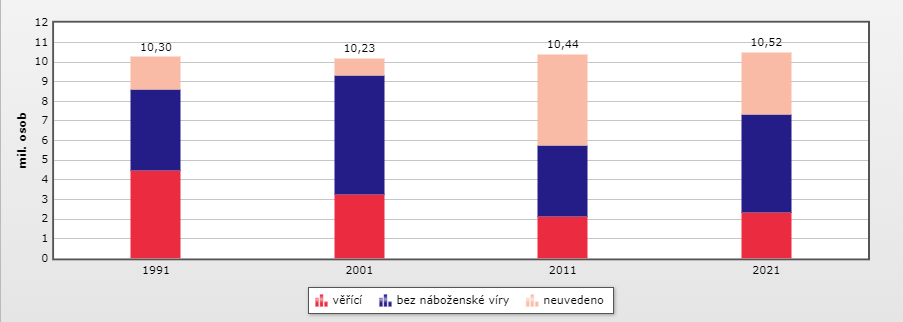
Náboženství v Česku (sčítání 2021)

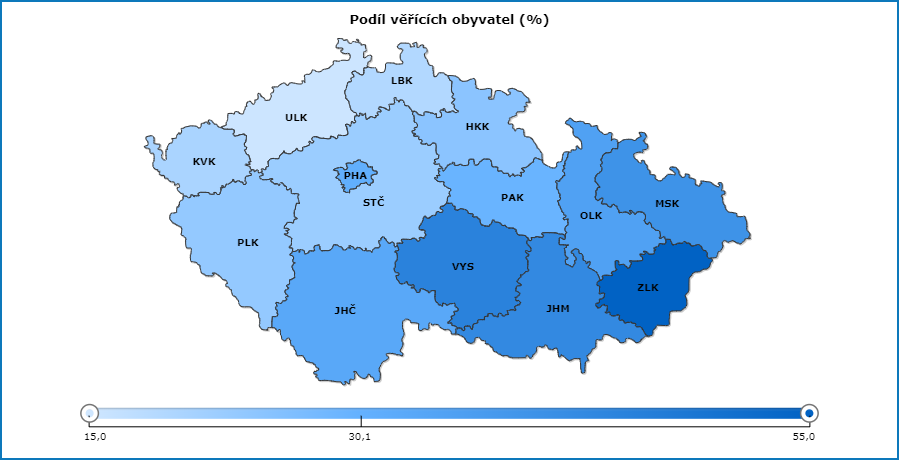
Podíl věřících v krajích Česka (sčítání 2021)

Sčítání lidu, domů a bytů 2021 v Česku ukázalo, že 22,2 % respondentů je věřících, přičemž 13,1% se přihlásilo ke konkrétní církvi či hnutí.
Na rozdíl od minulých sčítání neobsahovaly sčítací formuláře seznam registrovaných církví a náboženských společností. Každý svou příslušnost tedy formuloval vlastními slovy. A tak například kromě Římskokatolické církve se objevuje údaj „katolík (katolická víra)“.
Podobné Českobratrská církev evangelická, kdy existuje zároveň položka „protestantská/evangelická víra (protestant, evangelík)“. Ani tento údaj není nevýznamný.
Třetí místo zaujímá pravoslavná víra, a to nejčastěji prostřednictvím Pravoslavné církve v českých zemích a na Slovensku. Zde došlo dokonce k nárůstu. 
Druhou položkou mezi těmi, kteří se přihlásili k nějaké příslušnosti, jsou ovšem křesťané bez bližšího konfesního určení. 
Další deklarovanou položkou byl rovněž ateismus. K ateismu se ve sčítání přihlásilo 555 osob. 
Svědkové Jehovovi se navzdory mohutné misijní aktivitě udržují na skromném stavu 13 298 přihlášených. Svědkové sami však počítají jen aktivní členy, kteří převzali závazek misijního působení.
K islámu se hlásilo 5 244 osob, což je růst zhruba o třetinu.
Významný je růst počtu buddhistů, a to prostřednictvím více škol i bez bližšího určení, jen jako položka „buddhismus“.
Jako dramatický se jeví propad Federace židovských obcí. Za deset let jde o pokles z 1 132 na 474 osob. Dalších 1 427 se však hlásí k judaismu obecně. To se blíží údaji Federace židovských obcí, která uvádí kolem 3 000 členů, které registruje. Může to navzdory liberálnímu českému prostředí vykazovat známky strachu a obav osob židovského vyznání.
Další křesťanské církve jako Církev bratrská a Církev adventistů sedmého dne, se zřejmě roku 2011 dostaly na svůj reálný počet a ve třetím desetiletí byly víceméně stabilní.
Je zde také mnoho společenství, která jsou čerstvě registrovaná nebo dosud neregistrovaná.
Pod položku „jiné“ (21 308 sčítaných osob) zahrnuje sčítání registrované náboženské společnosti a snad víceméně libovolný výběr dalších. Celkem představuje 71 položek. Sotva lze bohužel předpokládat, že tyto jiné příslušnosti budou publikovány jmenovitě.

## Zpráva o extremismu za rok 2022
Každoroční zpráva o extremismu v České republice, vydávaná odborem bezpečnostní politiky Ministerstva vnitra ČR, zmiňuje za rok 2022 nárůst konspiracismu.

## Církve a náboženské společnosti
V České republice je sekulární stát určen článkem 2, odst. 1 Listiny základních práv a svobod: Stát je založen na demokratických hodnotách a nesmí se vázat ani na výlučnou ideologii, ani na náboženské vyznání. Z opačné strany také čl. 16 odst. 2: Církve a náboženské společnosti spravují své záležitosti, zejména ustavují své orgány, ustanovují své duchovní a zřizují řeholní a jiné církevní instituce nezávisle na státních orgánech.

## Ateismus

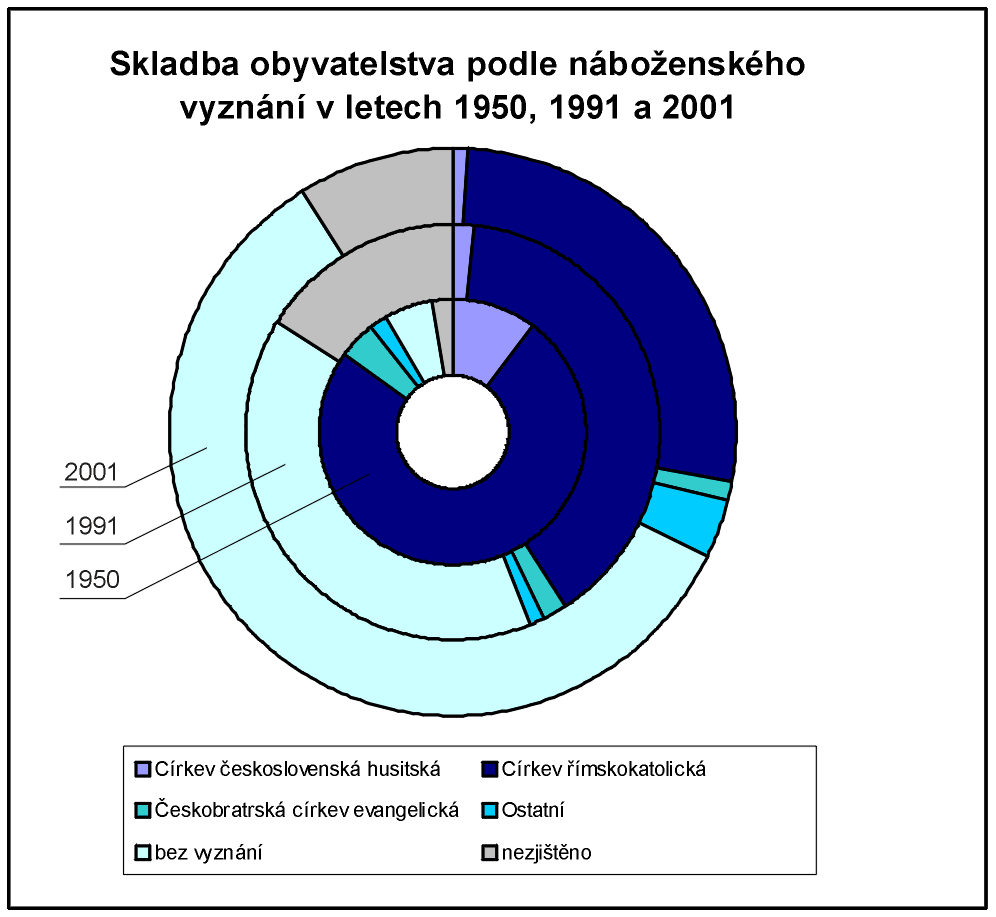
Skladba obyvatelstva podle náboženského vyznání v letech 1950, 1991 a 2001

Česká republika bývá mylně označována za jednu z nejateističtějších a nejsekularizovanějších zemí na světě. Při průzkumu Evropské komise Eurobarometr na počátku roku 2005 uvedlo jako konstatování nejbližší svému přesvědčení 19 % obyvatel Česka, že věří, že Bůh existuje. To je po Estonsku (16 %) druhá nejnižší hodnota z 25 zemí EU při průměrné hodnotě 35 %. Dále 50 % uvedlo, že věří, že je nějaký druh duchů nebo životní síly, což je naopak po Estonsku (54 %) a Švédsku (53 %) třetí nejvyšší hodnota při průměru 27 %. Zato 30 % uvedlo, že nevěří, že by cokoli z toho bylo. To je druhá nejvyšší hodnota po Francii (33 %) při průměru 18 %. Ve Francii přitom odpovědělo víc respondentů kladně na otázku, jestli věří, že Bůh je (34 %). Nakonec 1 % uvedlo, že neví, při průměru 3 %. Průzkumu se za ČR zúčastnilo 1037 lidí, celkem 32 897 lidí. Zpráva se důsledně vyhýbá označení některé skupiny jako ateisty.

## Křesťanství
K některému z proudů křesťanství se hlásí drtivá většina z 1 467 438 deklarovaných věřících hlásících se k církvi nebo náboženské společnosti (tj. z 13,89 % obyvatel) v České republice. Dominantní postavení zde má Římskokatolická církev, k níž se při sčítání lidu v roce 2011 přihlásilo 1 083 899 obyvatel (tj. 10,26 % populace ČR). Při sčítání lidu v roce 2021 počet přihlášených klesl na 741 019 obyvatel (tj. 7,04 % populace ČR). 
Velikostně teprve daleko za Římskokatolickou církví následují jiná křesťanská uskupení, z nichž největší jsou Českobratrská církev evangelická (51 936 obyvatel) a Církev československá husitská (39 276 obyvatel).
Po nich následuje Pravoslavná církev s 40 681 věřícími k roku 2021 (20 628 věřícími k roku 2011) mezi trvalými obyvateli ČR., mezi nimiž je výrazný podíl imigrantů a Čechů se zahraničními kořeny, zejména ruskými a ukrajinskými. K té se ovšem hlásí navíc mnoho cizinců, dlouhodobě pobývajících či pracujících v ČR (v roce 2001 jich bylo na 100 000).
Z dalších církví dosahují počtu přihlášených věřících nad deset tisíc ještě Svědkové Jehovovi, ke kterým se hlásilo 13 097 lidí, a Církev bratrská, která je nejrychleji rostoucí církví v Česku (v roce 2001 se k ní přihlásilo 9931 obyvatel oproti 2759 z roku 1991 – tj. + 260 % příznivců během deseti let) a ke které se v roce 2011 přihlásilo 10 872 obyvatel.

### Římský katolicismus
Římskokatolická církev je největší organizovanou náboženskou skupinou v České republice. Při sčítání lidu v roce 2001 se k ní hlásilo 2 740 780 obyvatel (tj. 26,8 %). Podle sčítání lidu z roku 2011 se k ní hlásí už jen 1 082 463 obyvatel (tj. 10,37 %). Církev odhaduje, že její nedělní bohoslužby navštěvuje téměř 500 tisíc obyvatel. Největší zastoupení má v oblasti jižní a střední Moravy, nejmenší v severních Čechách.

### Pravoslaví v Česku

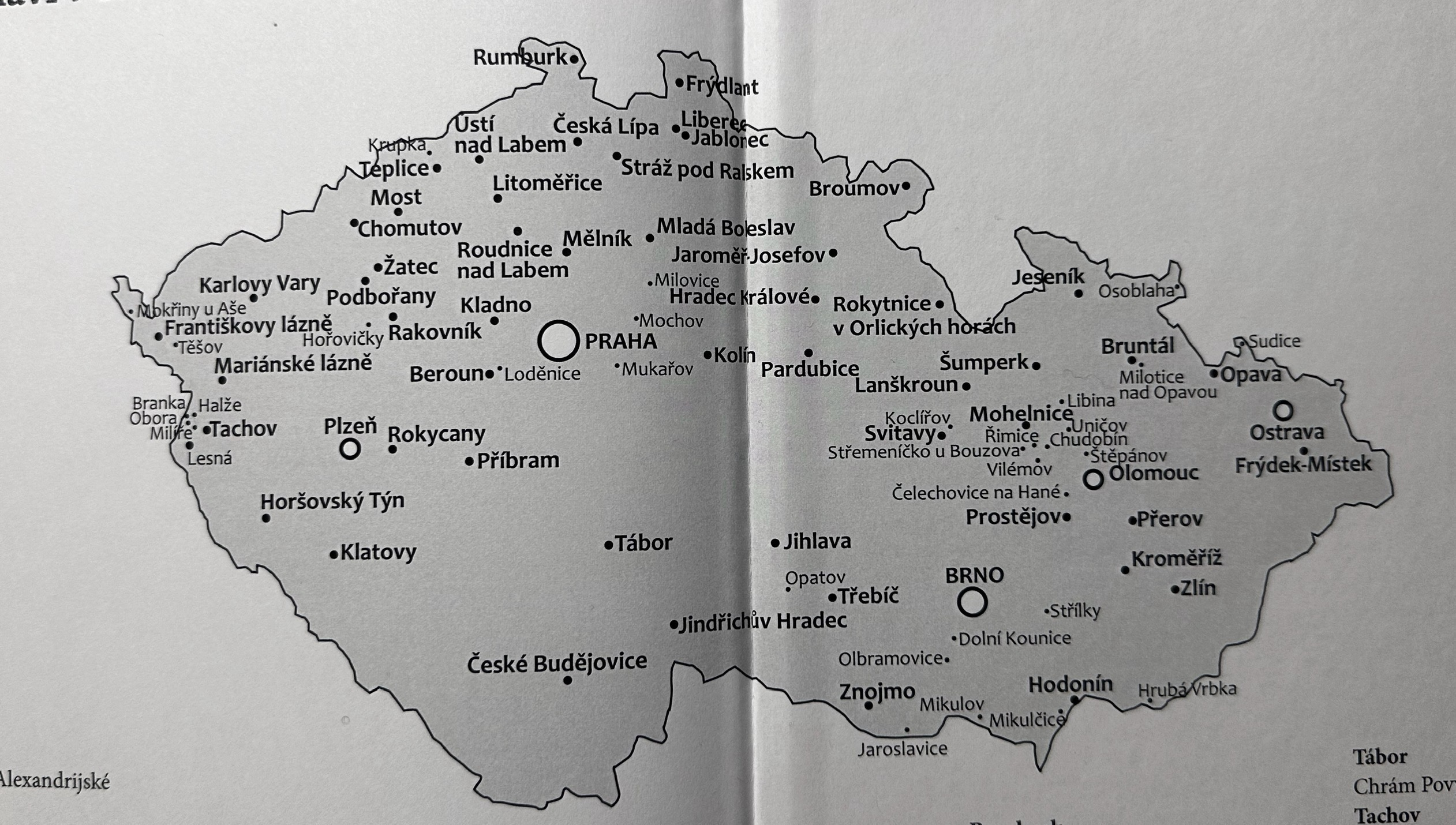
Pravoslavné chrámy v České republice (2016)

Pravoslaví je z křesťanských směrů v českých zemích ten, který obecně roste. Příliv členů je dán zejména migrací ze zahraničí z tradičně pravoslavných zemí a také v menší míře náboženskými konverzemi. Po sčítání v roce 2021 měla církev v českých zemích 40 681 věřících (20 628 věřících měla církev v roce 2011).
Největší zastoupení má v Praze a severních Čechách.

## Judaismus

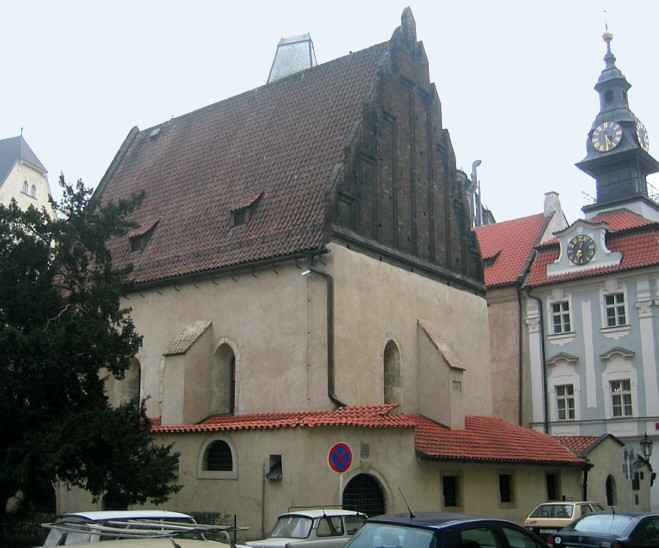
Staronová synagoga v Praze, jedna z nejstarších středoevropských synagog

Židé v Česku náleží k aškenázské židovské populaci. První židé se na území dnešního Česka usídlili asi v 10. století. Tato minorita byla neustále pod tlakem politické moci, křesťanů či hospodářské konkurence, který nezřídka přerostl v pogrom či vyhánění židů. Situace se začala zlepšovat až v době osvícenství, avšak v důsledku rostoucího nacionalismu nakonec došlo k tragédii holocaustu, kterou nepřežilo na 80 tisíc českých, moravských a slezských židů. V důsledku komunistické politiky se počet židů ještě snížil a ani po obnovení demokracie nepředstavuje židovská menšina více než zlomek původního počtu.
Podle American Jewish Year Book žilo roku 2012 v České republice 3 900 židů. Podle předběžných výsledků ze sčítání lidu roku 2011 se k židovskému vyznání přihlásilo 1 132 obyvatel. Federace židovských obcí (FŽO) však uvádí, že registruje okolo 3 000 svých členů, a celkový počet Židů v Česku odhaduje na 15–20 tisíc.
V současné době se v České republice nachází 10 židovských obcí (z toho 7 v Čechách a 3 na Moravě) seskupených pod Federací židovských obcí. Bohoslužby se konají ve čtyřech synagogách v Praze (Španělské, Jeruzalémské, Staronové a Vysoké synagoze) a v některých dalších městech.

## Islám
Islám v České republice není příliš zastoupen, na rozdíl od zemí západní Evropy. Podle statistik mají muslimové zastoupení v Česku pod 0,1% z celkové populace. Většinou jej vyznávají přistěhovalci; pouze malou část vyznavačů pak tvoří konvertité (jedná se hlavně o členy českého původu smíšených rodin muslimů s původem z islámského světa a často mladé české muslimky). Fungující mešity jsou v Brně a v Praze u Rajské zahrady.

## Buddhismus
K buddhismu se v roce 2011 přihlásilo přes 6100 osob. Většina Vietnamců v Česku následuje mahájánový směr buddhismu, stejně tak jako jiné, mnohem menší asijské menšiny. Thein An ve Varnsdorfu byl prvním buddhistickým chrámem ve vietnamském stylu postaveným v Česku, otevřen byl v lednu 2008. V Česku se nachází také několik korejských buddhistických chrámů, po třech v Praze a v Brně.
Čeští buddhisté jsou ale většinou stoupenci vadžrajány (tibetského buddhismu). Nejrozšířenější jsou školy Nyingma a Kagjü. Směr Karma Kagjü již založil asi 50 center a meditačních skupin. Buddhismus Diamantové cesty – linie Karma Kagjü je aktivní jak v České republice, tak na Slovensku. Velký chrám tohoto směru má být postaven v Praze.

## Novopohanství
V Česku existuje rodnověří, novopohanství založené na starém slovanském náboženství. V roce 2000 vznikla v České republice jako občanské sdružení Rodná víra, které od roku 2010 funguje pouze jako neformální společenství. Zároveň v České republice fungují více, či méně organizovaná společenství Wicca, Ásatrů, neodruidismu a jiných novopohanských směrů.

## Spiritualita
Vyšší míra ateismu ale ještě nemusí znamenat absenci spirituální zkušenosti. Studie realizovaná v České republice poukázala na vyšší spiritualitu mezi ženami a mezi vdovami a vdovci. S věkem také koreluje zvýšený výskyt spirituální zkušenosti. Jako omezení vzorku je ale konstatován nedostatečný počet věřících respondentů, což je právě důsledek realizace výzkumu na reprezentativním vzorku populace v sekulárním prostředí.

## Reflexe náboženství v české společnosti
Ačkoli by předešlé údaje mohly signalizovat útlum náboženství v Česku, daří se různým interkulturním a mezináboženským aktivitám, často zastřešeným akademickými institucemi. Vychází rovněž různá peridoka, a to jak náboženských společenství (Evangelický týdeník Kostnické jiskry, Český bratr, Katolický týdeník, Český zápas, časopis FŽO Roš chodeš aj.) tak akademický a populárně-naučný tisk (například Dingir). Tak můžeme zmínit 17. října roku 2023 plánovanou konferenci Religiozita a spiritualita v současné České republice a Polsku připravovanou na Husitské teologické fakultě Univerzity Karlovy v Praze.